# Kdepim

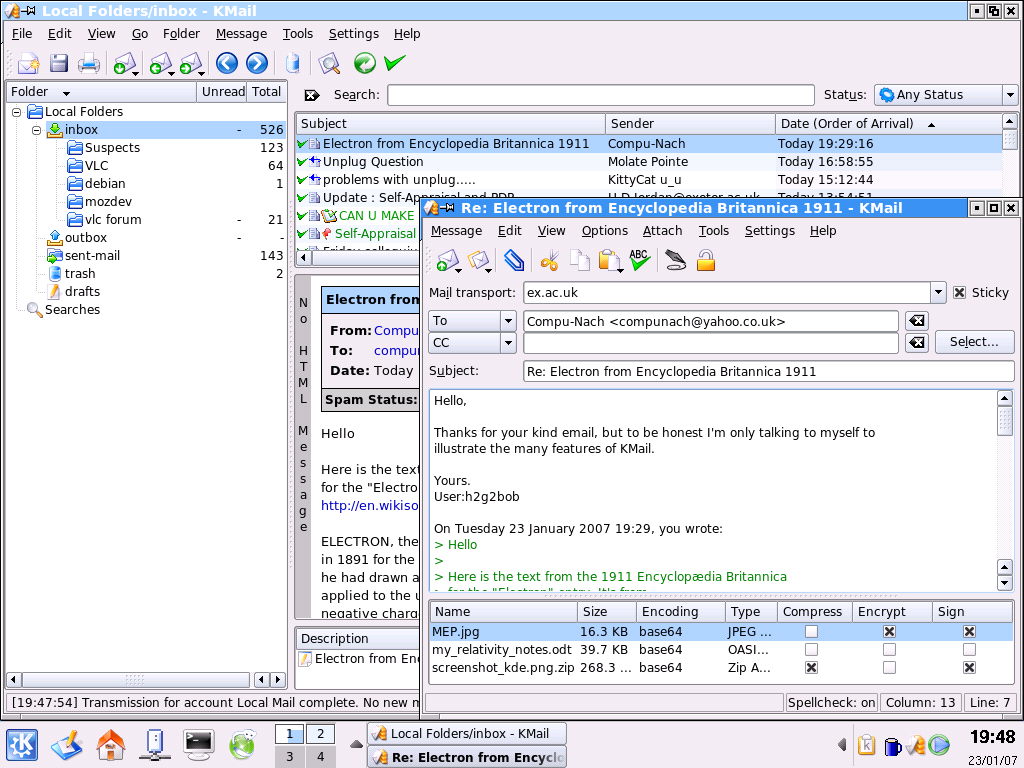
Kmail é um dos softwares incluídos no pacote Kdepim

Kdepim é um pacote de aplicativos desenvolvido para o gerenciador de janelas KDE e que contém aplicativos para o gerenciamento e armazenamento de informações pessoais e/ou empresariais. 